# Шойфелин, Ханс
Ханс (Леонгард) Шойфелин, Ганс Леонхард Шойфеляйн, Шейфеляйн (нем. Hans (Leonhard) Schäufelin, Schäufelein, Schäuffelein, Scheifelen, Scheuflin; ок. 1480, Нюрнберг — ок. 1538 или 1540, Нёрдлинген) — немецкий живописец, гравер, иллюстратор книг, работавший с Альбрехтом Дюрером. Известен прежде всего своими ксилографиями, в том числе, выполненными для императора Максимилиана I: («Тойерданк», «Вайскуниг»), Триумфальная арка императора Максимилиана I.

## Биография
О первых двух десятилетиях жизни Ханса Шойфелина сведений сохранилось немного. Известно, что он родился в семье торговца, его отец Франц в 1476 году переселился из Нордлингена в Нюрнберг, где будущий художник начал обучение рисунку и гравированию.
В 1503—1507 годах он работал в Нюрнберге в мастерской Альбрехта Дюрера. Шойфелин вместе с Хансом Бальдунгом и Хансом фон Кульмбахом считается одним из самых известных учеников и последователей Дюрера. Его первые работы связаны с иллюстрированием книг. Гравюра «Бегство в Египет», датируется 1504 годом и демонстрирует сильное влияние на молодого художника творчества его учителя. В 1505 году Шойфелину, во время отсутствия хозяина мастерской (Дюрер уехал в Венецию), была поручена работа над алтарём Страстей Христа по заказу курфюрста Фридриха III. В этом же году художник участвовал в создании ксилографий для книги Ульриха Пиндара «Совершенный сад Девы Марии Розария» (Der beschlossen gart des rosenkrantz mariae). Издание имело успех в том числе и благодаря гравюрам Шойфелина. Ещё для одного произведения Пиндара «Зеркало Страстей нашего господа Иисуса Христа» (лат. Speculum passionis domini nostri Ihesu Christi, 1519) Шойфелин выполнил 29 ксилографий.
Между 1508 и 1510 годами Шойфелин путешествовал по немецким землям, посетил Тироль, в 1510—1515 годах работал в Аугсбурге, где близко познакомился с Гансом Гольбейном Старшим), Хансом Бургкмайром и Йоргом Бреем
В 1515 году Шойфелин упоминается как гражданин Нёрдлингена. В этом же году он создал большую фреску для городской ратуши. В 1510—1516 годах он выполнил несколько гравюр на дереве для императора Максимилиана I, в том числе иллюстрации к «Тойерданку», «Вайскунигу» (70 гравюр) и, вместе с другими учениками Дюрера, принял участие в создании грандиозной композиции Триумфальная арка императора Максимилиана I. Он постоянно сотрудничал с аугсбургскими типографиями,
Значительные живописные произведения зрелого периода творчества художника — «Тайная вечеря» (1515) для Мюнстерского монастыря, «Алтарь Марии и Страстей» из церкви монастыря Аухаузен (1537), «Алтарь Циглера» и «Алтарь Христгартнера» (1521 или 1525).
Около 1535 года Шойфелин выполнил гравюры для карточной колоды, которая сегодня считается одним из выдающихся образцов игральных карт XVI века.
Хансу Шойфелину приписывают разное количество гравюр: от 130 до 220, а также 50 алтарей, более 80 рисунков, эскизы для витражей.
Сын художника, Ханс Младший, также был живописцем и гравёром, жил и работал во Фрибурге (Швейцария).

## Галерея

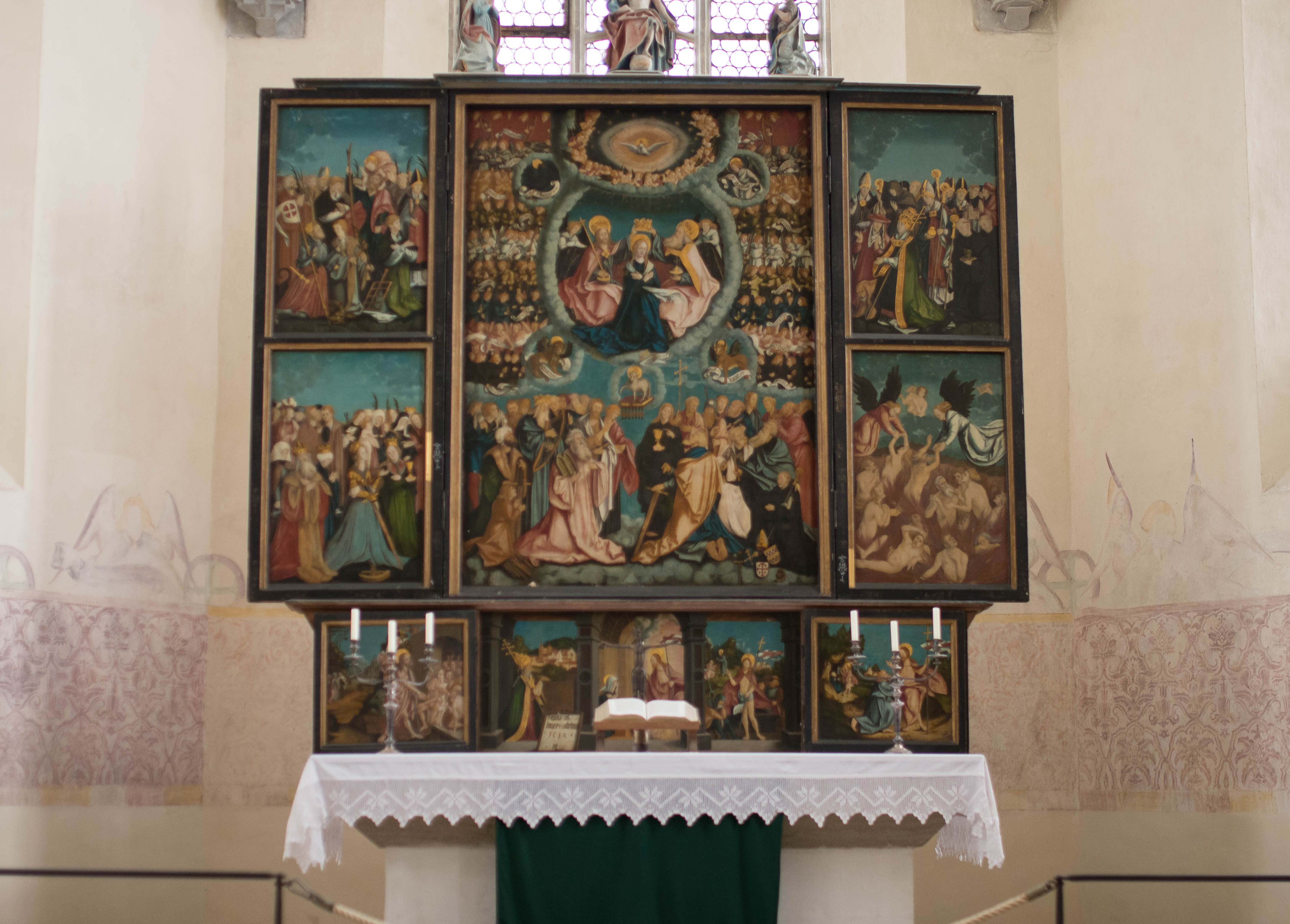
Алтарь Святой Марии монастырской церкви Аухаузен, Бавария. Полиптих. Дерево, масло
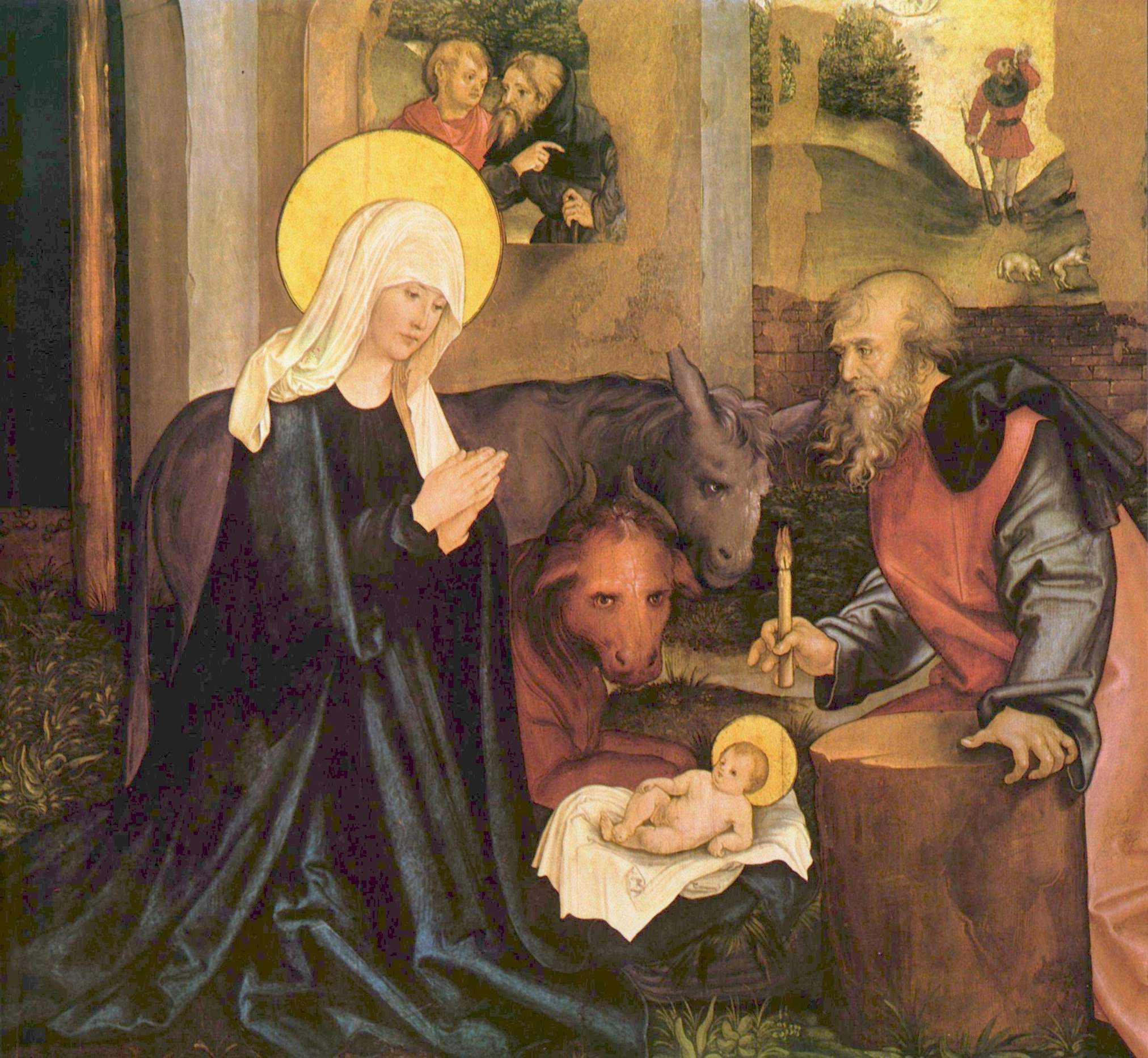
Рождество Христа. Алтарь Марии и Страстей. Деталь. 1506. Дерево, масло. Кунстхалле, Гамбург
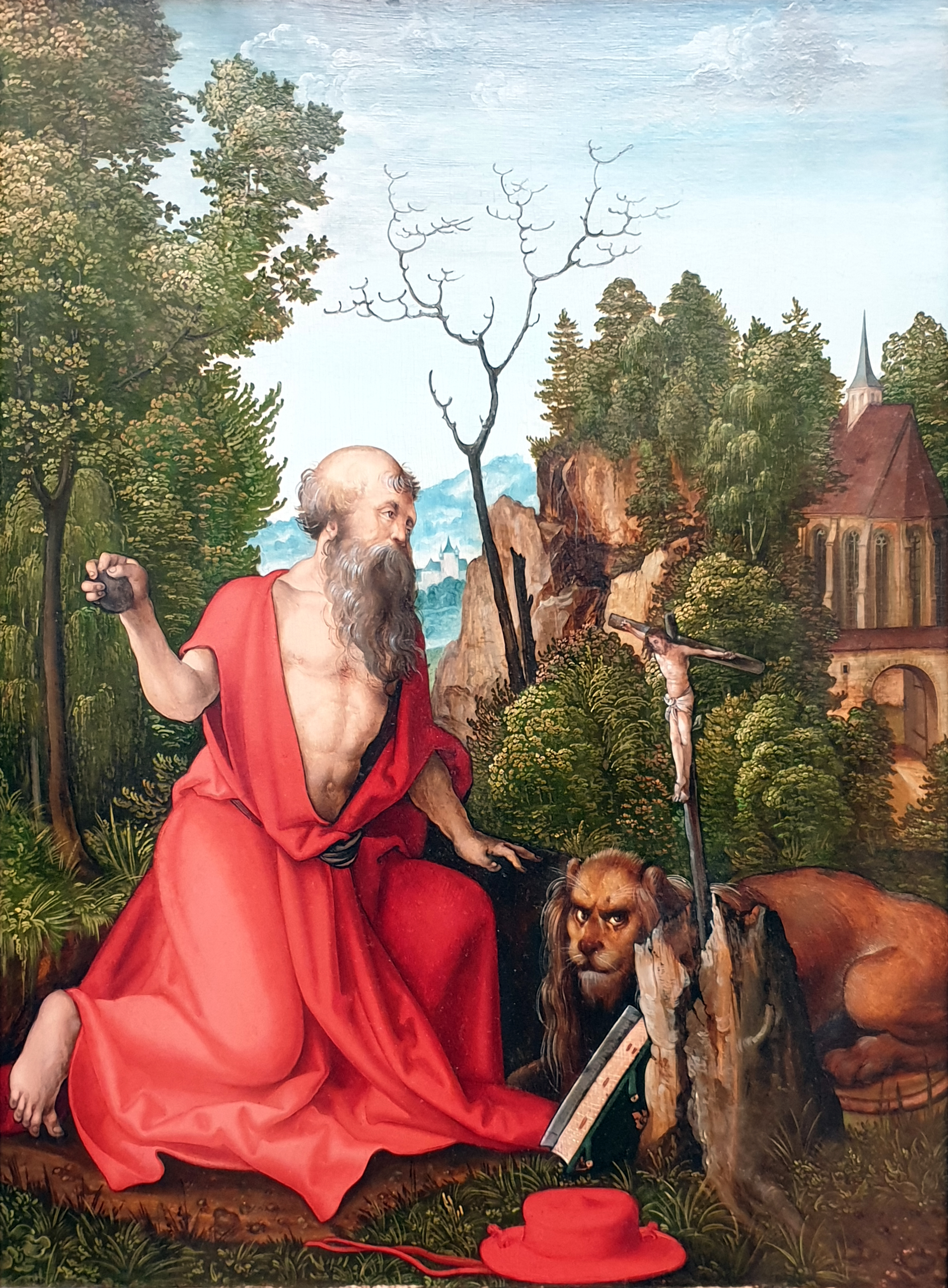
Святой Иероним в пустыне. 1504. Дерево, масло. Берлинская картинная галерея
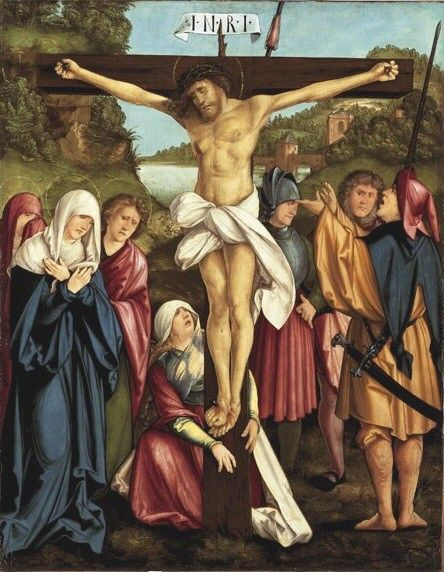
Распятие. Христгартнеровский алтарь. 1516. Дерево, масло. Баварское государственное собрание картин
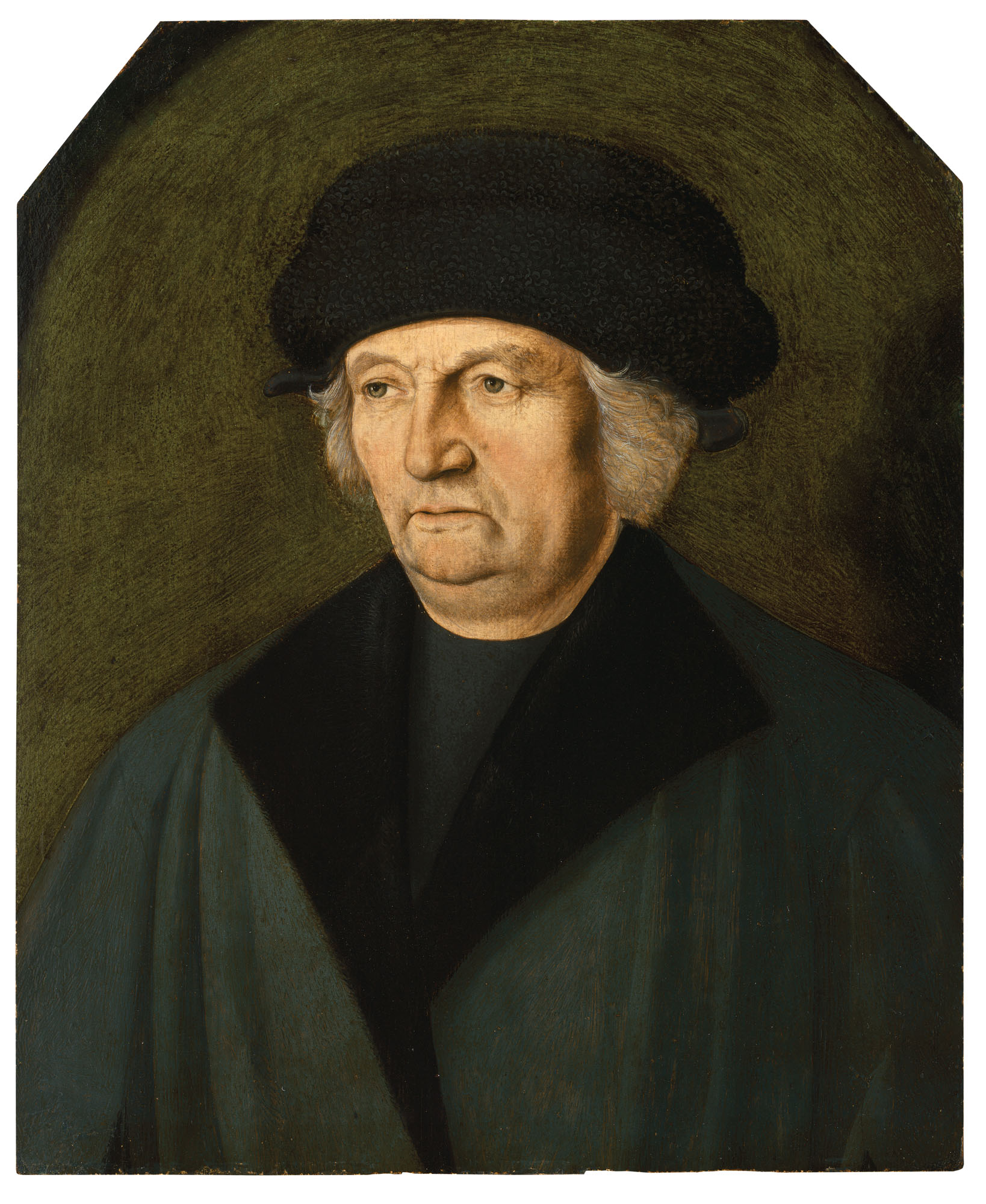
Портрет пожилого человека. Дерево, масло. Частное собрание
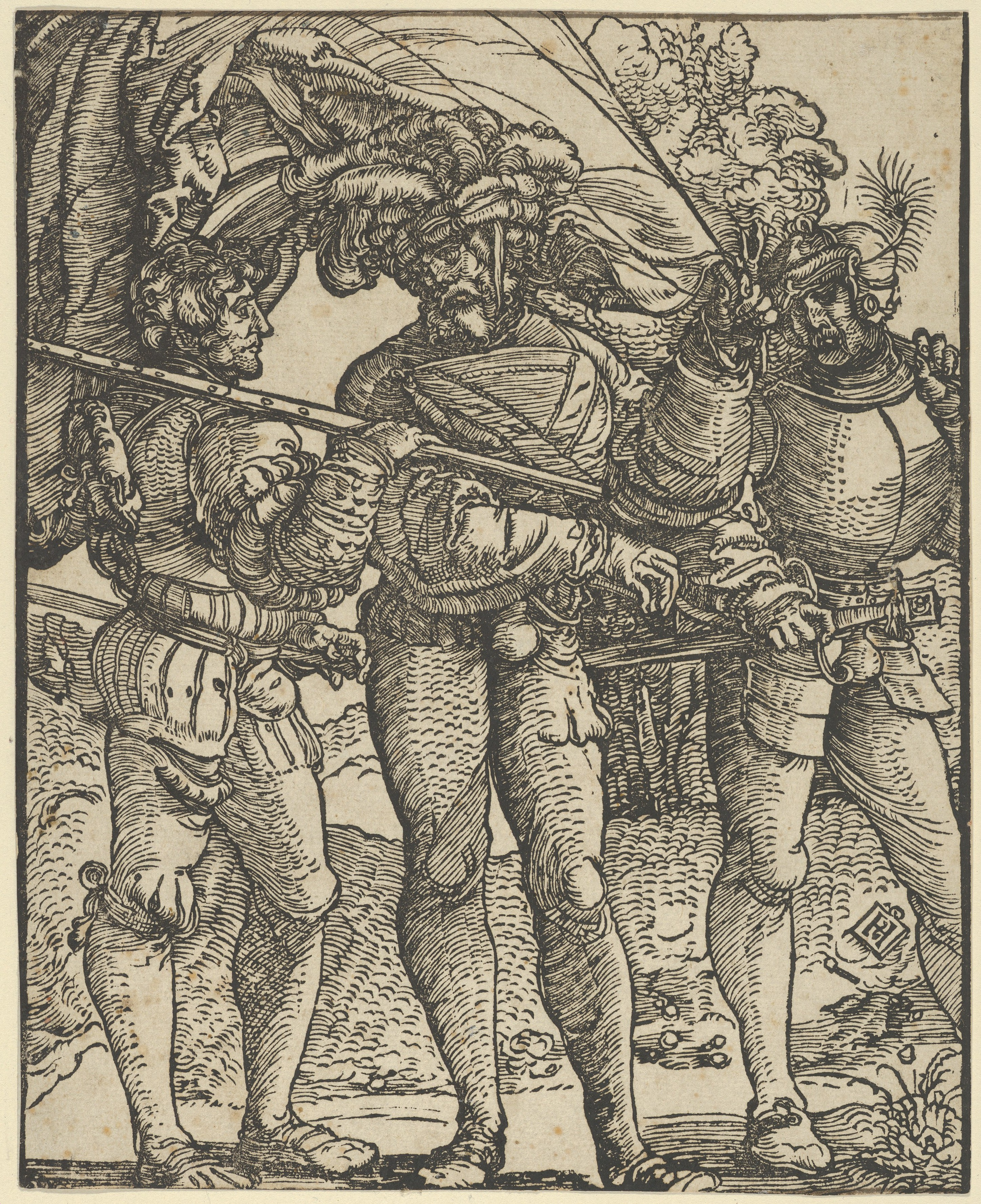
Знаменосец в окружении ландскнехтов. Ок. 1520. Гравюра на дереве
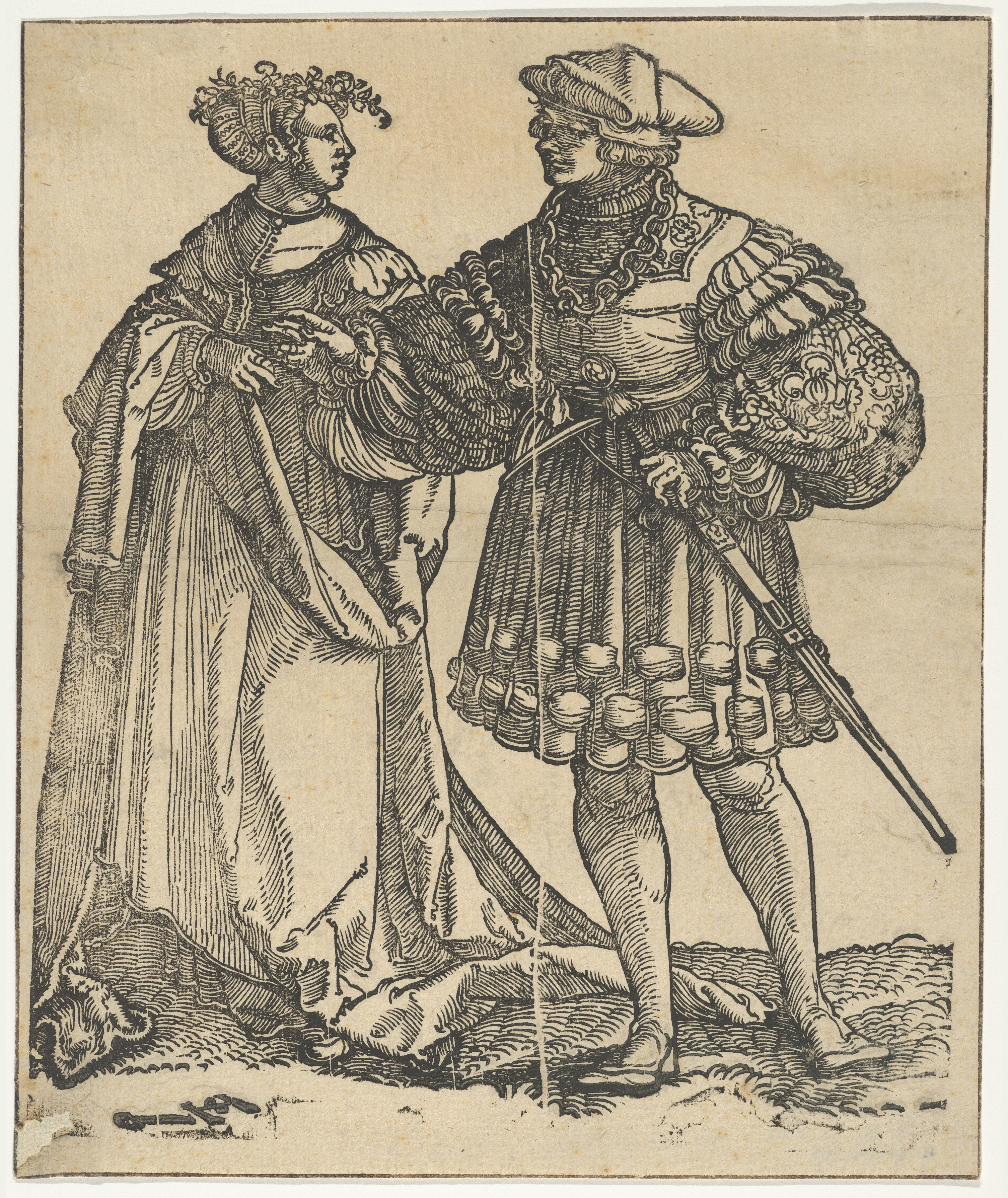
Прогуливающаяся пара. Ок. 1520. Гравюра на дереве